# Mettler Toledo
Mettler-Toledo – producent wag i instrumentów analitycznych. Firma powstała z połączenia dwóch przedsiębiorstw: Mettler, z siedzibą w Szwajcarii, i Toledo Scale, z siedzibą w Columbus, Ohio, USA. Główna siedziba firmy mieści się obecnie w Szwajcarii. Firma posiada swoje przedstawicielstwa w ponad stu krajach.
Mettler-Toledo posiada również swój oddział w Polsce.
METTLER TOLEDO to nazwa marki, Mettler-Toledo (z kreską) jest natomiast nazwą przedsiębiorstwa.  

## Działy Mettler–Toledo

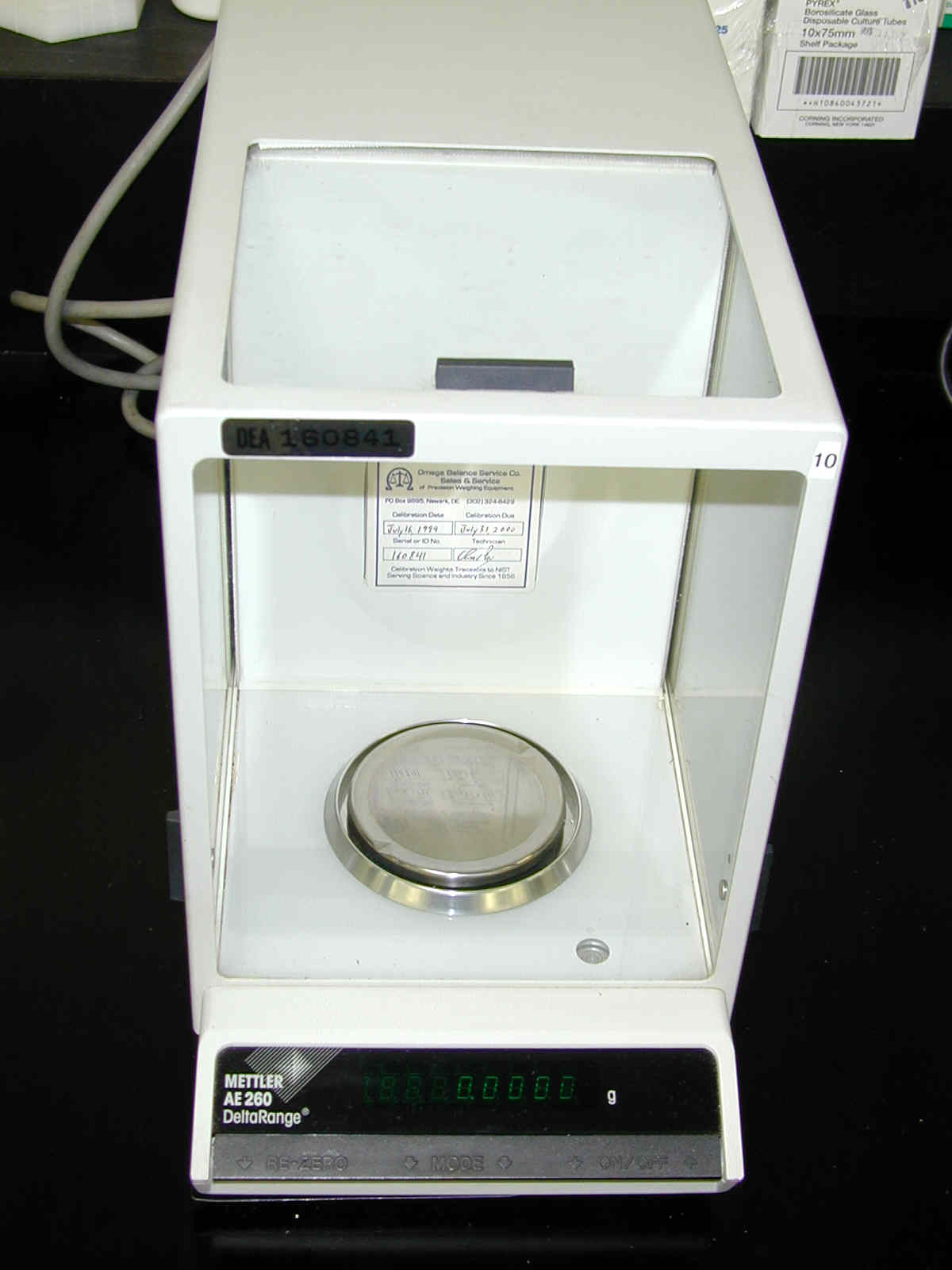
Waga analityczna Mettler

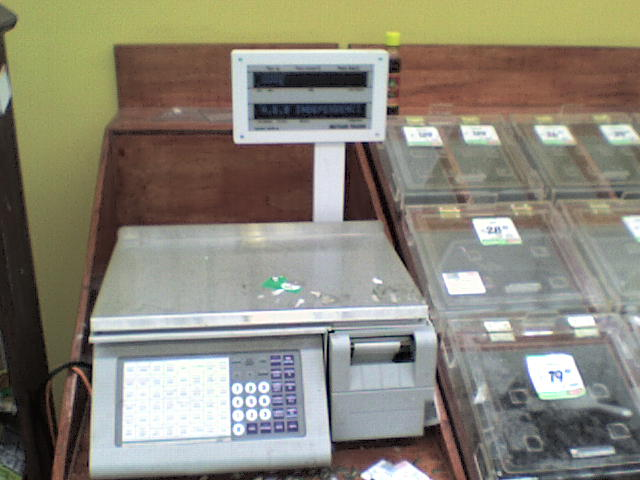
Waga elektroniczna 8450

### Mettler-Toledo Sp. z o.o.
Mettler-Toledo Sp. z o.o. to oddział firmy dostarczający między innymi wagi na rynek polski. Dział obsługuje trzy różne sektory rynku, z których każdy posiada własny dział serwisu zapewniający usługi serwisowe i konserwacyjne sprzedawanych wag. Należą do nich:
- Laboratorium – wśród produktów przeznaczonych dla tego sektora rynku można wymienić precyzyjne wyposażenie ważące oraz instrumenty analityczne. W szerokiej ofercie znajdują się między innymi wagi precyzyjne, wagi analityczne, mikrowagi (zdolne ważyć z dokładnością do 0,0000001 grama), wagosuszarki, automatyczne systemy miareczkujące (standardowe i Karla Fischera), pehametry, konduktometry, refraktometry, gęstościomierze oraz wyposażenie do charakteryzowania materiałów.

- Przemysł – wśród produktów przeznaczonych dla tego sektora rynku można wymienić wagi podłogowe, wagi stołowe, wagi liczące, wagi kontrolne wykonujące ważenie produktów będących w ruchu, wagi samochodowe oraz moduły wagowe stosowane do konwersji zbiorników i zasobników. W ofercie znajduje się także wyposażenie przeznaczone dla stref niebezpiecznych. Oferowane jest również oprogramowanie do statystycznej kontroli jakości, oprogramowanie recepturujące, oprogramowanie dla wag samochodowych oraz systemy porcjujące. Terminale wagowe są wyposażone w szereg opcji przeznaczonych do komunikacji z innymi urządzeniami (np. programowalnymi sterownikami logicznymi PLC).

- Handel – potrzeby handlu detalicznego zaspokaja szeroka oferta wag przeznaczonych dla stoisk w delikatesach oraz strefach sprzedaży mięsa, wag etykietujących oraz wielofunkcyjnych maszyn pakujących i etykietujących.

### Mettler-Toledo Cargoscan
Sprzedaż produktów Mettler-Toledo Cargoscan jest prowadzona przez przedstawicielstwa handlowe Mettler-Toledo na całym świecie. Oddział Cargoscan, (mieszący się w Oslo w Norwegii) specjalizuje się w wytwarzaniu systemów wymiarujących, ważących i skanujących przeznaczonych na potrzeby transportu i logistyki. Systemy te są wykorzystywane do określania masy wolumetrycznej (przestrzennej) paczek i palet. Systemy te przyczyniają się do wzrostu wydajności procesów oraz poprawy dokładności wystawianych faktur. Oferta Cargoscan obejmuje systemy manualne oraz rozwiązania w pełni zautomatyzowane, które można integrować z bardzo skomplikowanymi systemami sortującymi.

### RAININ Instrument
Grupa specjalizuje się w wytwarzaniu pipet i końcówek przeznaczonych dla laboratoriów. Oferta obejmuje pipety jednokanałowe i pipety wielokanałowe oraz kalibrację i serwisowanie pipet.

### Mettler-Toledo AutoChem
Oddział ten produkuje wyposażenie automatyczne usprawniające procesy produkcji realizowane w przemyśle chemicznym i farmaceutycznym. W ofercie można znaleźć reaktory laboratoryjne, kalorymetry oraz wyposażenie przeznaczone do śledzenia przebiegu reakcji.

### Mettler-Toledo Hi-Speed
Grupa zajmuje się produkcją systemów wagowych i przenośnikowych umożliwiających prowadzenie ważenia kontrolnego z dużą szybkością. Systemy tego typu są stosowane do kontroli produktów w trakcie realizacji procesów produkcyjnych, w tym między innymi do ważenia puszek i butelek. 

### Mettler-Toledo Safeline
Oddział zajmuje się produkcją detektorów metalu i systemów kontroli rentgenowskiej przeznaczonych do kontroli produktów poruszających się na taśmie produkcyjnej. 

### Mettler-Toledo Vision
Oddział specjalizuje się w produkcji systemów wizyjnych do obserwacji obiektów poruszających się na taśmie produkcyjnej. Oddział powstał po odkupieniu przez Mettler Toledo mającej swą siedzibę w stanie Illinois firmy CIVision bezpośrednio od jej założyciela Chucka Stone’a w dniu 31 grudnia 2009.